# Giovanni Battista Bagutti
Giovanni Battista Bagutti (Rovio, 16 aprile 1742 – Rovio, 28 novembre 1823) è stato un pittore svizzero-italiano.

## Biografia
Figlio di Giovanni e Angela Caterina Vegezzi, studiò a Parma e a Roma.

## Opere
- Mendrisio, chiesa di San Giovanni Battista
- Rancate, chiesa di Santo Stefano
- Besazio, chiesa dell'Immacolata
- Riva San Vitale, chiesa di San Vitale
- Sala Capriasca, chiesa di Sant'Antonio Abate
- Fescoggia, chiesa-oratorio di San Silvestro
- Mendrisio, Porta del convento di San Giovanni Battista
- Mendrisio, chiesa di San Giovanni Battista
- Melano, chiesa di Sant'Andrea
- Stabio, Chiesa dei Santi Giacomo e Cristoforo martire
- Rancate, Chiesa di Santo Stefano
- Castagnola, chiesa di San Giorgio
- Mendrisio-Torre, Chiesa di San Sisinio
- Caslano, chiesa di San Cristoforo
- Sagno, chiesa di San Michele arcangelo
- Agno-Cassina d'Agno, Oratorio dei Santi Carlo Borromeo e Rocco
- Castel San Pietro-Corteglia, Oratorio dell'Addolorata e di San Nicola da Tolentino
- Genestrerio, chiesa di Sant'Antonio Abate
- Lugaggia, Oratorio di San Carlo Borromeo
- Maroggia, chiesa di San Pietro
- Savosa, Chiesa della Beata Vergine Annunciata
- Rovio, Chiesa dei Santi Vitale ed Agata
- Muggio-Scudellate, chiesa dell'Addolorata
- Morbio Superiore, chiesa di San Giovanni Evangelista
- Riva San Vitale, Palazzo comunale
- San Bernardino, Chiesa di San Bernardino da Siena
- Aranno, chiesa di San Vittore Mauro
- Ligornetto, chiesa di San Lorenzo
- Mendrisio-Torre, Chiesa di San Sisinio